# Provinz Tokachi

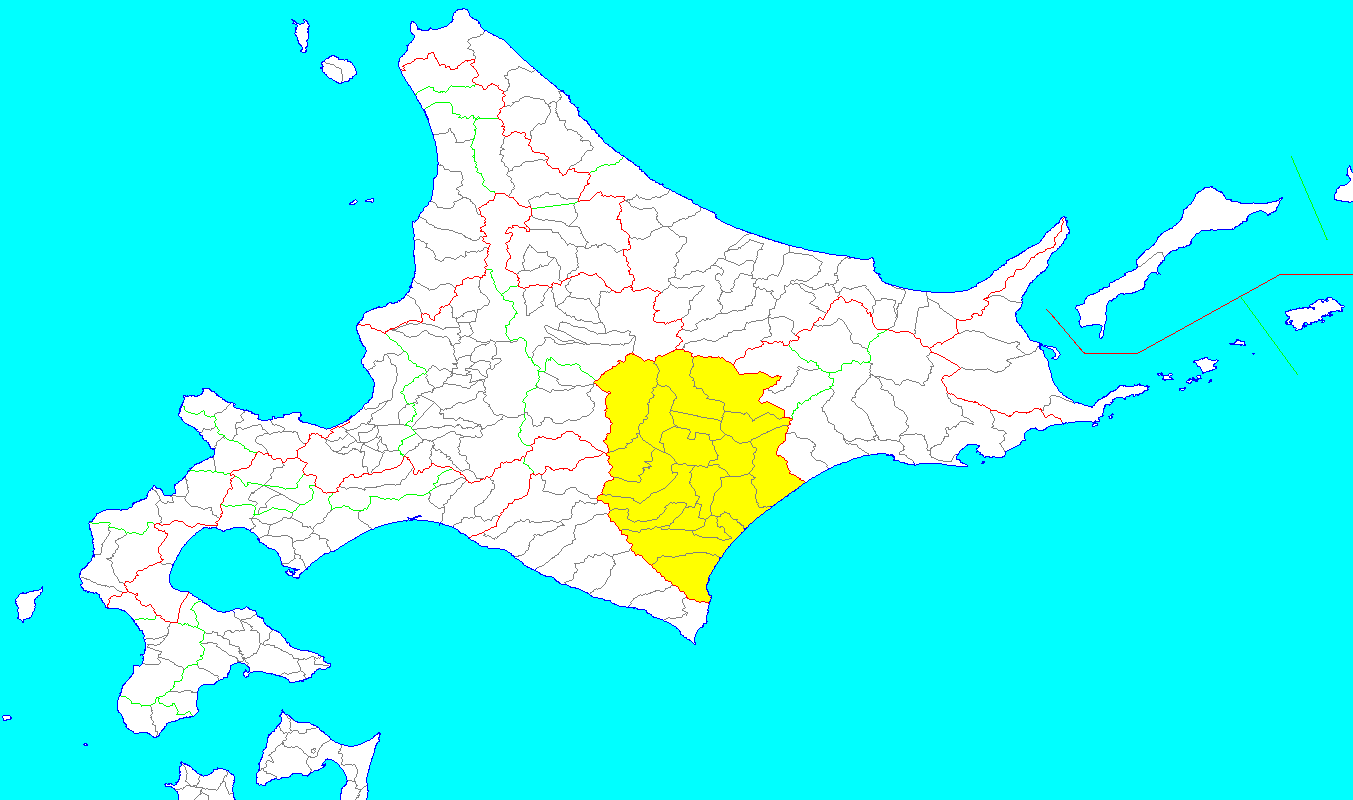
Provinz Tokachi

Tokachi (jap. 十勝国, Tokachi no kuni) war eine Provinz von Hokkaidō, dem -dō (Reichskreis, heute Präfektur), auf der Insel Ezo (heute ebenfalls Hokkaidō genannt) in Japan. Ihr Gebiet entspricht der heutigen Unterpräfektur Tokachi von Hokkaidō, der Präfektur.

## Geschichte
Am 15. August 1869 wurde die sieben Landkreise (郡, gun) umfassende Provinz Tokachi gegründet, zusammen mit den anderen Provinzen Hokkaidōs. Die Volkszählung von 1872 ergab 1.464 Einwohner (Japaner, ohne die einheimischen Ainu). Im Jahr 1882 schaffte die Zentralregierung die Provinzen in Hokkaidō ab.

## Landkreise
Die Provinz Tokachi umfasste folgende Landkreise (gun):
- Hirō-gun (広尾郡)
- Kamikawa-gun (上川郡)
- Kasai-gun (河西郡)
- Katō-gun (河東郡)
- Nakagawa-gun (中川郡)
- Tōbui-gun-gun (当縁郡) aufgelöst am 1. April 1906, als sich drei Dörfer zum Dorf Moyori, dem heutigen Hirō (Landkreis Hirō) und zwei weitere Dörfer mit dem Dorf Ōtsu (Landkreis Tokachi) zusammenschlossen
- Tokachi-gun (十勝郡)